# Ilattia apicalis
Ilattia apicalis là một loài bướm đêm trong họ Noctuidae.